# Немско училище (Пловдив)
Немското училище в Пловдив е основно училище, съществувало през първата половина на XX век и е поддържано от пловдивското дружество „Дойче шуле“.

## История
На 26 април 1901 г. в Пловдив отваря врати Немското училище „Дойче шуле“ с три прогимназиални класа. Първите ученици в него са деца на немски семейства, живеещи в Пловдив. Първият директор е Алфред Бьокл, а 10 г. по-късно на негово място идва от Берлин Алфред Ахтерберг.
С годините броят на учениците се увеличава като в училището започват да се записват и деца на българи, евреи и арменци. Така сградата отеснява и дружеството „Дойче шуле“ решава да купи една къща на ул. „Станционна“. Идеята е било да се изгради нова сграда, но строителството се отлага години наред.
През април 1927 г. става полагането и освещаването на основния камък. Проектът е на софийския архитект Станчо Белковски, а триетажната сграда е завършена за пет месеца. В новото училище постъпват 575 деца. Само година по-късно сградата е сериозно повредена от Чирпанското земетресение. След ремонта в сградата се нанасят също Немско-българското културно дружество и Германската народна библиотека. Преди и по време на Втората световна война от Берлин настояват „Дойче шуле“ да пропагандира националсоциализма. 
През 1944 г. училището спира да съществува, през 1990 г., благодарение усилията на тогавашния директор Здравка Колева, в сградата е настанено Музикалното училище.

## Директори
- Алфред Бьокл
- Алфред Ахтерберг